# Repievka
Repievka (en rus: Репьевка) és un poble de l'óblast de Saràtov, a Rússia, segons el cens del 2010 tenia 321 habitants. Pertany al districte municipal de Rtísxevo.